# El cántaro roto

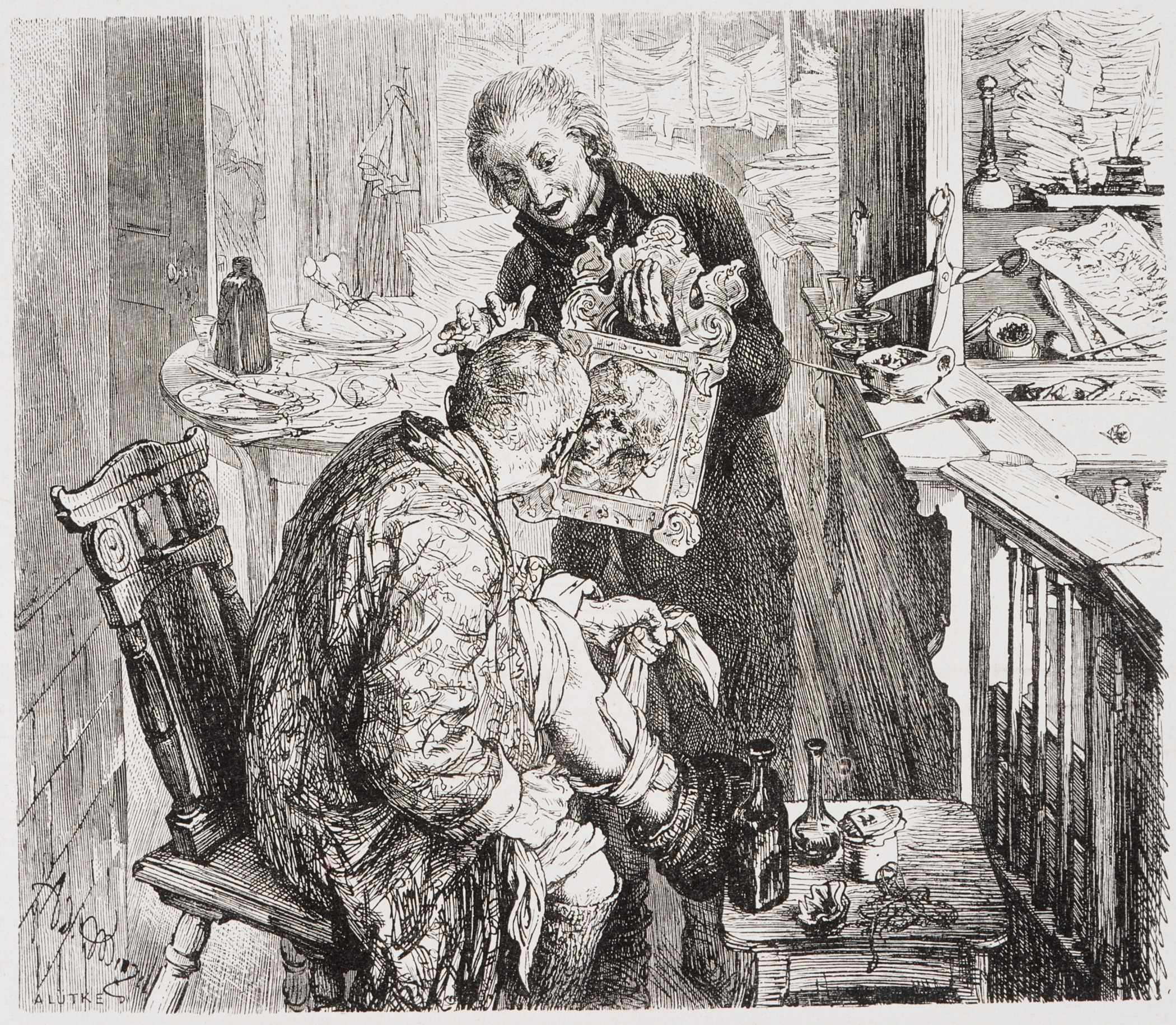
Ilustración del primer acto de El cántaro roto, de Heinrich von Kleist.

El cántaro roto (Der zerbrochne Krug, en su versión original) es una obra de teatro de Heinrich von Kleist, escrita en 1808.

## Argumento
El juez Adán debe resolver, el caso que Marta, madre de Eva, le presenta: alguien le ha destrozado un cántaro que se encontraba en la habitación de su hija. Marta, le echa la culpa al prometido de su hija, Ruperto, el cual, proclama su inocencia y acusa al zapatero, quien él cree que era la persona que se encontraba con Eva en su habitación y al que golpeó repetidas veces en la cabeza tras entrar por la fuerza al cuarto. Dolido, además, rompe el compromiso. El juez, no ve indicios para castigar a otra persona, ya que los únicos sospechosos son el zapatero y el prometido de la joven. Finalmente, se descubre que el culpable es el propio juez, quien quería salvarse culpando a un inocente. Ruperto y Eva, hacen las paces y vuelven a comprometerse.

## Representaciones en España
- Teatro Maria Guerrero, Madrid, 29 de diciembre de 1953.
  - Dirección: Manuel Collado.
  - Adaptación: Manuel Manzanarez.
  - Intérpretes: José Franco, Jesús Puente, Ramón Elías, María Cañete, Mary Campos.
- Teatro Estable de Zaragoza, Zaragoza, 1971, después en gira al Auditorium de Tarragona.
  - Dirección y adaptación: Mariano Cariñena.
- Centre Cultural de la Caixa de Terrassa, Tarrasa, 12 de diciembre de 1986 (en catalán, traducción de Feliu Formosa: El càntir trencat); después en gira en: Teatro Principal (Villanueva y Geltrú) y Teatre Villarroel (Barcelona, 1987).
  - Dirección: Pau Monterde (Centre Dramàtic del Vallès).
  - Adaptación: Feliu Formosa.
  - Intérpretes: Jordi Serrat, Alfred Lucchetti, Boris Ruiz, Àngels Poch, Ester Formosa, Josep M. Casanovas, Pep Tosar, Marissa Josa, Ricard Boluda, Joan-Anton Ramírez, Dèlia Sala, Rosa Pereta.
- Teatro Álvarez Quintero, Andalucía, 12 de enero de 1987.
  - Dirección: José Antonio Badillo.
  - Escenografía: José Manuel Padilla.
  - Intérpretes: Julián Manzano, José Antonio Contreras, Manolo Linares, Tina Tabasso, Maika Domarco, Juan Carlos Núñez, Gloria de Padilla.
- Teatro Albeniz, Madrid, 30 de enero de 1991.
  - Dirección: Pedro Mari Sánchez.
  - Escenografía: Alfonso Barajas.
  - Intérpretes: Nuria Gallardo (Eva), Juan Jose Otegui (Licht), Agustín González (Juez Adán), Nacho Martínez (Consejero de Justicia), Anna Lizarán (Marta).
- Teatro , Madrid, 23 de julio de 2010.
  - Dirección: Ernesto Caballero.
  - Adaptación: Ernesto Caballero.
  - Intérpretes: Santiago Ramos, Silvia Espigado, Juan Carlos Talavera, Jorge Martín, Paco Torres, Rosa Savoini, Jorge Mayor.
- Almeria Teatre, Barcelona, 2 de enero de 2013 (en catalán: El càntir trencat).
  - Dirección: Víctor Álvaro.
  - Adaptación: Víctor Álvaro.
  - Intérpretes: Toni Saló, Víctor Álvaro, Savina Figueras, Gemma Deusedas, Guida Uyà, Xavi Francés, Helena Font, Júlia Bonjoch.

### Televisión
- 8 de diciembre de 1967, en el espacio Teatro de siempre, de TVE. Intérpretes: Blanca Sendino, Maite Blasco, Margarita Calahorra, Valeriano Andrés, Mary González, Julieta Serrano, Juan Jose Otegui, Jose Orjas, Jacinto Martin.